# Ligne T18 du métro de Stockholm
La ligne T18 est une ligne du métro de Stockholm, en Suède.
Elle comporte 23 stations. Il s'agit de l'une des branches de la ligne verte, avec les lignes T17 et T19.

## Tracé et stations

### Liste des stations
| Station          | Correspondance               | Inauguration |
| ---------------- | ---------------------------- | ------------ |
| Alvik            | T19                          | 1952         |
| Kristineberg     | T17, T19                     | 1952         |
| Thorildsplan     | T17, T19                     | 1952         |
| Fridhemsplan     | T10, T11, T17, T19           | 1952         |
| Sankt Eriksplan  | T17, T19                     | 1952         |
| Odenplan         | T17, T19                     | 1952         |
| Rådmansgatan     | T17, T19                     | 1952         |
| Hötorget         | T17, T19                     | 1952         |
| T-Centralen      | T10, T11, T13, T14, T17, T19 | 1957         |
| Gamla stan       | T13, T14, T17, T19           | 1957         |
| Slussen          | T13, T14, T17, T19           | 1950         |
| Medborgarplatsen | T17, T19                     | 1950         |
| Skanstull        | T17, T19                     | 1950         |
| Gullmarsplan     | T17, T19                     | 1950         |
| Skärmarbrink     | T17                          | 1950         |
| Blåsut           |                              | 1950         |
| Sandsborg        |                              | 1950         |
| Skogskyrkogården |                              | 1950         |
| Tallkrogen       |                              | 1950         |
| Gubbängen        |                              | 1950         |
| Hökarängen       |                              | 1950         |
| Farsta           |                              | 1960         |
| Farsta strand    |                              | 1971         |

## Exploitation
La ligne est exploitée par Storstockholms Lokaltrafik, l'autorité organisatrice des transports publics de Stockholm.